# Herbst-Goldbecher

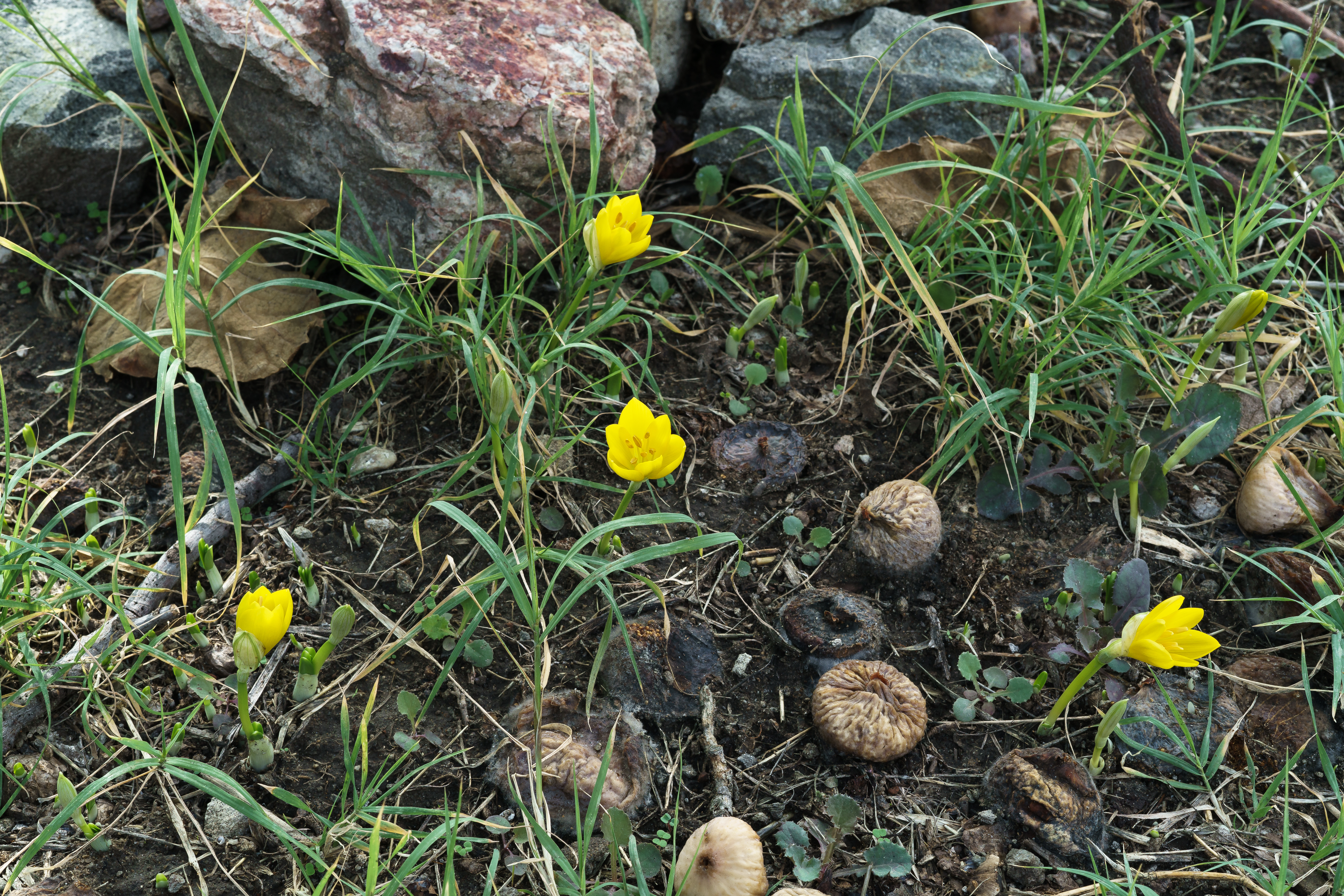
Sternbergia unter einem Feigenbaum in Evros / Griechenland

Der Herbst-Goldbecher (Sternbergia lutea) ist eine im Herbst blühende Pflanzenart aus der Familie der Amaryllisgewächse (Amaryllidaceae) und kommt im Mittelmeerraum vor. Weitere gebräuchliche Trivialnamen der Gattung Sternbergia lauten „Goldkrokusse“, „Winternarzissen“ oder auch „Gewitterblumen“.

## Merkmale
Die ausdauernde Pflanze wird 10 bis 30 Zentimeter hoch. Die Form der Laubblätter ist linealisch und stumpf. Sie sind 4 bis 15 Millimeter breit, ganzrandig oder undeutlich gezähnt und erscheinen gleichzeitig mit den Blüten im September bis Oktober.
Die Blüten sind goldgelb gefärbt und krokusähnlich. Sie stehen aufrecht an einem 4 bis 10 Zentimeter langen Schaft. Die Blütenhülle hat eine kurze Röhre und sechs eiförmige bis elliptische Abschnitte, die 3 bis 4 Zentimeter lang und 7 bis 15 Millimeter breit sind. Am Grund der Blüte befindet sich ein häutiges Hochblatt. Die Staubfäden der sechs Staubblätter sind viel länger als die Staubbeutel.
Die Chromosomenzahl beträgt 2n = 22, seltener 33.

## Vorkommen
Die Art ist in Südeuropa, in Südwestasien bis Zentralasien und Nordafrika verbreitet und kommt dort in Garigues, in Felsfluren und auf Weideland vor.

## Nutzung
Der Herbst-Goldbecher wird auch als Zierpflanze in Gärten kultiviert und kann daher auch außerhalb seines natürlichen Areals verwildert vorkommen.

## Namenserklärung
Der Name Sternbergia ehrt Kaspar Maria von Sternberg (1761–1838), den böhmischen Theologen und Naturwissenschaftler (Botaniker), Begründer der modernen Paläobotanik.